# 菲利克斯·凡·葛羅尼根
菲利克斯·凡·葛羅尼根（荷蘭語：Felix van Groeningen；1991年6月11日—）是比利時電影導演。

## 生平
菲利克斯·凡·葛羅尼根出身於根特，他的父母都是嬉皮，從小生活在極其自由的環境裡，他上面有一個哥哥，在他們小時候父母便離婚，父母雙方都各自再交一個伴侶，但仍住在一起。他父親在菲利克斯12歲時開始經營一家音樂表演酒吧，這也是他日後電影作品《夜的餘燼》的靈感來源。他畢業自皇家美術學院視聽藝術研究所。
2009年，他以《遛鳥家族》於第62屆坎城影展導演雙週單元中放映；2016年，他以《夜的餘燼》獲得日舞影展最佳導演獎。他首次赴美國拍攝的英語片《美麗男孩》於2018年完成，由史提夫·卡爾與提摩西·夏勒梅主演。
2022年，他與夏洛特·馮黛梅爾許合導的劇情長片《八座山》獲選為第75屆坎城影展正式競賽片。

### 私人生活
菲利克斯·凡·葛羅尼根與比利時女演員夏洛特·馮黛梅爾許為伴侶關係，雙方的兒子於2018年出生。

## 電影作品

### 劇情長片
- 2004年：《史蒂夫與小天》(Steve + Sky)
- 2007年：《朋友如斯（英语：With Friends Like These）》(Dagen zonder lief)
- 2009年：《遛鳥家族（英语：The Misfortunates）》(De Helaasheid der Dingen)
- 2013年：《愛的餘燼》(The Broken Circle Breakdown)
- 2016年：《夜的餘燼（英语：Belgica (film)）》(Belgica)
- 2018年：《美麗男孩》(Beautiful Boy)
- 2022年：《八座山》(Le Otto Montagne；與夏洛特·馮黛梅爾許（荷兰语：Charlotte Vandermeersch）合導)

## 外部連結
- 菲利克斯·凡·葛羅尼根在互联网电影资料库（IMDb）上的資料（英文）